# 青木寅雄
青木 寅雄（あおき とらお） は、日本の実業家。大成観光（のちのホテルオークラ）代表取締役社長や、同社代表取締役会長、代表取締役名誉会長、特別顧問名誉会長を歴任した。

## 経歴
東京生まれ。1927年に慶應義塾大学経済学部を卒業。大学時代は相撲の選手として活躍した。卒業後、大阪の野村合名会社に入社。野村鉱業代表取締役社長を経て、1959年にホテルオークラの前身となる大成観光に移る。1972年から大成観光代表取締役社長を務めた。1981年大成観光代表取締役会長。1992年からホテルオークラ代表取締役名誉会長。1999年に代表権を返上して、ホテルオークラ取締役特別顧問名誉会長に退いた。